# Лукеська сільська рада
Лу́кеська сільська рада (ест. Luke külanõukogu, рос. Лукеский сельский совет) — сільська рада в Естонській РСР, адміністративно-територіальна одиниця в складі повіту Тартумаа (1945—1950) та Елваського району (1950—1954).

## Історія
13 вересня 1945 року на території волості Нио в Тартуському повіті утворена Лукеська сільська рада з центром у селі Луке. Головою сільської ради обраний Крістьян Оссеп (Kristjan Ossep), секретарем — Антоніе Мяеорг (Antonie Mäeorg).
26 вересня 1950 року, після скасування в Естонській РСР повітового та волосного поділу, сільська рада ввійшла до складу новоутвореного Елваського сільського району.
17 червня 1954 року в процесі укрупнення сільських рад Естонської РСР Лукеська сільська рада ліквідована. Її територія склала східну частину Ниоської сільської ради.